# Branislav Marković
Branislav Marković (in serbo Бранислав Марковић?; Šabac, 12 ottobre 1998) è un calciatore serbo, centrocampista dello Zvijezda 09.

## Caratteristiche tecniche
È un esterno sinistro.

## Carriera
Cresciuto nel settore giovanile del Mačva Šabac, debutta in prima squadra il 18 marzo 2017 giocando l'incontro di Prva Liga Srbija vinto 2-0 contro il Proleter Novi Sad; al termine della stagione vince il campionato ottenendo la promozione in Superliga.
Il 22 luglio 2017 esordisce nella massima divisione serba, entrando in campo nel finale del match perso 6-1 contro il Partizan.

## Statistiche
Statistiche aggiornate al 3 aprile 2021.

### Presenze e reti nei club
| Stagione        | Squadra         | Campionato      | Campionato | Campionato | Coppe nazionali | Coppe nazionali | Coppe nazionali | Coppe continentali | Coppe continentali | Coppe continentali | Altre coppe | Altre coppe | Altre coppe | Totale | Totale | Totale |
| Stagione        | Squadra         | Comp            | Pres       | Reti       | Comp            | Pres            | Reti            | Comp               | Pres               | Reti               | Comp        | Pres        | Reti        | Pres   | Reti   |        |
| --------------- | --------------- | --------------- | ---------- | ---------- | --------------- | --------------- | --------------- | ------------------ | ------------------ | ------------------ | ----------- | ----------- | ----------- | ------ | ------ | ------ |
| 2016-2017       | Mačva Šabac     | 2L              | 4          | 0          | CS              | 0               | 0               |                    | -                  | -                  |             | -           | -           | 4      | 0      |        |
| 2017-2018       | Mačva Šabac     | SL              | 13         | 0          | CS              | 2               | 0               |                    | -                  | -                  |             | -           | -           | 15     | 0      |        |
| 2018-2019       | Mačva Šabac     | SL              | 20         | 0          | CS              | 0               | 0               |                    | -                  | -                  |             | -           | -           | 20     | 0      |        |
| 2019-2020       | Mačva Šabac     | SL              | 21         | 2          | CS              | 2               | 0               |                    | -                  | -                  |             | -           | -           | 23     | 2      |        |
| 2020-2021       | Mačva Šabac     | SL              | 23         | 1          | CS              | 1               | 0               |                    | -                  | -                  |             | -           | -           | 24     | 1      |        |
| Totale carriera | Totale carriera | Totale carriera | 81         | 3          |                 | 5               | 0               |                    | -                  | -                  |             | -           | -           | 86     | 3      |        |

## Palmarès

### Competizioni nazionali
- Campionato serbo di seconda divisione: 1

Mačva Šabac: 2016-2017